# 竹中隼人
竹中 隼人（たけなか はやと、1982年8月24日 - ）は、日本の男性俳優、声優。大阪府出身。W-FOXX所属。

## 人物
趣味は料理、ゲーム、カラオケ。特技は殺陣、アクション、サッカー。方言は大阪弁。資格は普通自動車免許、普通自動二輪免許。
2023年10月、脳梗塞を発症し右半身が麻痺した。2024年4月、俳優業を休業することを発表した。

## 出演

### テレビドラマ
- センチネル/THE PILOT（2018年12月18日、千葉テレビ） - 山懸 役
- 仮面ライダーゼロワン（2019年、テレビ朝日） - 尾野隊員 役

### テレビ番組
- 世界に誇る50人の日本人 成功の遺伝史 -日本テレビ
- 行列のできる法律相談所 - 日本テレビ
- ワールド極限ミステリー - TBS

### 映画
- あの遠い夏の日があった
- さよなら渓谷（2013年公開）
- 仮面ライダー 令和 ザ・ファースト・ジェネレーション（2019年12月21日公開） - 傭兵上がりの男 役
- 劇場版 仮面ライダーゼロワン REAL×TIME（2020年12月18日公開）- 尾野隊員 役
- 妖怪大戦争 ガーディアンズ（2021年8月13日公開）
- 燃えよ剣（2021年10月25日公開） - 新選組・新田革左衛門 役

### オリジナルビデオ
- ゼロワン Others 仮面ライダー滅亡迅雷（2021年）
- ゼロワン Others 仮面ライダーバルカン&バルキリー（2021年） - A,I,M,S,隊員 役

### ゲーム
- 薔薇に隠されしヴェリテ（2016年、デムーラン）
- Song of Memories（2018年）

### CM
- GMOクリック証券「投資のコンビニCFD」
- ソフトバンク「学割先生」
- ソフトバンクモバイル「Y!mobile」
- 徳島県鳴門市プロモーションCM「Beyond Naruto」
- パーソル「パ･リーグ全員野球篇」
- ヤクルト「タフマン」
- Yahoo!「いい買い物の日篇」

### スチール
- バンダイ「ゼノンザード」
- ラクスル「ハコベルコネクト」
- リクルート「アントレ」

### MV
- GENERATIONS from EXILE TRIBE「DREAMERS」

### ビデオ
- 警視庁・不当要求防止講習ビデオ

### 舞台
- イズ・ザット・フォー・リアル-Life goes on（テアトルBONBON）
- 東京奇人博覧会（スペース・ゼロ）
  - 信長
- GET OUT!STREET!!トゥー・ウェイ・ストリート（ブディストホール）
- メゾン・ド・ハイツ（武蔵野芸能劇場）